# شهرستان پلزنتز (ویرجینیای غربی)
شهرستان پلزنتز، ویرجینیای غربی (به انگلیسی: Pleasants County, West Virginia) یک سکونتگاه مسکونی در ایالات متحده آمریکا است که در ویرجینیای غربی واقع شده‌است.

## خصوصیات
شهرستان پلزنتز ۳۴۹٫۶۵ کیلومترمربع مساحت دارد.